# Indonezja na Igrzyskach Azjatyckich 2018
Indonezja na Igrzyskach Azjatyckich 2018 – jedna z reprezentacji uczestnicząca na igrzyskach azjatyckich rozegranych w Dżakarcie i Palembangu w dniach 18 sierpnia – 2 września. W kadrze wystąpiło 941 zawodników w 40 dyscyplinach. Chorążym reprezentacji został pływak I Gede Siman Sudartawa. Zawody skończyła na czwartej pozycji z dorobkkiem 98 medali (31 złotych, 24 srebrnych i 43 brązowych).